# Bestseller-TV
Bestseller-TV war ein Teleshopping-Kanal. Er sendete ab dem 28. September 2005 rund um die Uhr. Das Produktspektrum war das übliche Teleshopping-Sortiment, er war nach RTL Shop der zweite Fernseh-Shopping-Sender, der Autos über dieses Medium verkauft.  
Im Januar 2007 wurde die Verbreitung über Astra wegen zu hoher Kosten eingestellt. Am 22. Januar 2007 wurde der Sender eingestellt.